# モルツ球団
モルツ球団（モルツきゅうだん）とは、日本のプロ野球にかつて所属していた選手によって結成された野球チームのひとつ。サントリーのビール「モルツ」のプロモーションの一環として、1995年より活動。2025年現在、毎年夏季に東京ドームでサントリードリームマッチが開催され、試合を行っている。

## 概要
1995年の「モルツ」リニューアルに合わせ、大沢啓二率いる架空のプロ野球球団「モルツ球団」を舞台としたCMシリーズがスタート。江川卓、ランディ・バース、原辰徳ら1970～1990年代の名選手をメンバーとしたCMは一世を風靡した。特に川藤幸三と桂ざこばのコラボレーション（居酒屋でテレビ観戦の中年サラリーマン＝ざこば『川藤出さんかい!』→代打・川藤が打席へ→ざこば『ホンマに出してどないすんねん』→テレビ画面内で川藤が空振り）のCMが話題となる。 
同年より、実際にCMに登場したプロ野球OBを中心とした面々が、やはり実際にCMで使われた「モルツ球団」のユニフォームを着て東京ドーム（1998年のみ大阪ドームでも開催）で毎年7月もしくは8月に定例的に試合を行っている。なお、試合はプロ野球が試合を行わない月曜日に行われる。
入場券は毎年ドリームマッチ公式ホームページより抽選でチケット優待。またエキサイトシートをチャリティシートとして有料で販売しており、その収益金を東日本大震災や熊本地震などの災害被災者支援の浄財に充てている。このチャリティーシートについてはモルツ引換券が贈呈される関係で、20歳以上限定。2022年までは無料招待があった。
試合当日は、東京ドームのスタンド・売店においてサントリーグループ各社製品のアルコール飲料（当然ながら他社のビールは販売されない）やペプシコーラ、CCレモン、ボスなどのサントリー食品インターナショナル製ソフトドリンク類が格安で提供され、毎年記念グッズも販売される。
球団名は2006年より「ザ・プレミアム・モルツ球団」となっている。モルツ球団及び対戦チームのメンバーは毎年同じ選手ではなく、年ごとに新加入もしくは参加しない選手がいる（NPB球団に監督・コーチとして所属している場合は参加しない）。なお、川藤幸三はほぼ毎年参加しており（欠場1回あり）、ポジションが「代打」→「走塁コーチ」になっている。また、現役時代の知名度が他選手と比べ低い久保文雄と佐藤洋も、大会運営に携わっていることから必ず参加する（佐藤は2021年まで）。
この大会は1999年までの第6回大会までは全国予選を勝ち抜いて優勝した一般の草野球チームと対戦、2000年からは相手もプロ野球OBとなる。その最初の試合は甲子園大会で活躍した「甲子園ヒーローズ（2007年も）」、以降の対戦相手は2001年からドラフト1位指名選手による「ドライチヒーローズ」、2002年から2004年は来日した外国人OB選手を中心に編成された「ワールドパワーズ」、2005年・2006年は外国人選手とプロ野球OBの混成チーム「ワールドドリームス」、2008年は「甲子園」と「パワーズ」の混成チームとなり、2009年は「ワールドジャパン」と称している。2011年の試合は東日本大震災の影響を考慮し中止することが発表された。
2012年は東北復興応援としてKスタ宮城で開催 。この年から、東北地方出身者や、過去に東北を本拠地としていたロッテ・東北楽天に所属していた選手による選抜軍「東北・ジャパンヒーローズ」が「モルツ球団」に挑戦するという構図で行われていたが、2017年の「東北・ジャパンヒーローズ」は「ドリームヒーローズ」と改めて、東北に加え熊本地震で被災した九州出身者、及び過去に福岡県を本拠地としていた西鉄→太平洋クラブ→クラウンライター・福岡ダイエー→福岡ソフトバンク所属選手を中心としたメンバーでモルツ球団に挑戦した。
試合名称は2007年7月23日開催の第13回大会より「ザ・プレミアム・モルツドリームマッチ」に変更、さらに後に「サントリードリームマッチ」に変更されている。創立当時は“無敗の草野球集団”という触れ込みであったが、実際のモルツ球団の成績は2009年時点で11勝5敗、初勝利は第3回大会であった。 
2018年、ザ・プレミアム・モルツ球団はドリーム・ヒーローズを12-6で破り5連勝（2013年に東北・ジャパンヒーローズに2-4で敗れてから）。2024年まで10連勝した後、2025年は8-8で大会初の引き分けとなった。
2020年は2020年東京オリンピック（2021年延期）の開催の都合の関係で史上初めての4月開催（4月20日）を予定していたものの、新型コロナウイルスの感染拡大の状況を受け、中止となった。2021年も、東京五輪の関係上5月17日に繰り上げて開催するが、コロナ感染拡大のため無観客開催で行われた。
あくまでもエキシビションマッチであるため、一度ベンチに下がった選手が再度出場する、一方のチームで出場した選手がもう一方のチームの選手として出場するなど、基本のルールから逸脱した行為を行っても問題ない。
試合の模様は、試合の行われた週の週末に放送される報道番組『サンデーモーニング』（TBSテレビ）の「週刊御意見番」にて、出場している大沢啓二、張本勲の解説と共にダイジェスト版が放送されていた。また、スポーツニュース番組『すぽると!』や『プロ野球ニュース』でニュースとして放送される場合もある。また2016年から日テレジータス（日本テレビ及び東京ケーブルネットワーク製作）にて完全生中継が行われている。2021年5月17日（19:00 - 19:54）、2022年8月1日（19:00 - 20:54）、2023年7月31日（19:00 - 20:54）は一部時間帯にBS日テレでも同時放送された。

## 出場選手
2008年 ザ･プレミアム･モルツ球団
- 総監督 - 大沢啓二
- GM - 張本勲
- 監督 - 山本浩二
- 投手 - 江夏豊
- 代打 - 川藤幸三
- 投手 - 村田兆治
- 投手 - 池谷公二郎
- 外野手 - 庄司智久
- 外野手 - 田尾安志
- 内野手 - ランディ・バース
- 捕手 - 達川光男
- 内野手 - 高木豊
- 内野手 - 尾上旭
- 投手 - 小松辰雄
- 外野手 - 屋鋪要
- 投手 - 川口和久
- 捕手 - 伊東勤
- 外野手 - 駒田徳広
- 投手 - 久保文雄
- 投手 - 宮本和知
- 投手 - 西崎幸広
- 投手 - 阿波野秀幸
- 内野手 - 野村謙二郎
- 内野手 - 初芝清
- 投手 - 佐々岡真司
- 外野手 - 大塚光二
- 内野手 - 元木大介

2008年 甲子園ヒーローズ+WORLD POWERS
- GM - 板東英二
- 監督 - 東尾修
- コーチ - 安仁屋宗八
- 外野手 - 若松勉
- 外野手 - 松本匡史
- 投手 - 定岡正二
- 内野手 - 川又米利
- 外野手 - 石井雅博
- 投手 - 石井毅
- 内野手 - 安西健二
- 捕手 - 佐藤洋
- 投手 - 槙原寛己
- 内野手 - 金村義明
- 投手 - 水野雄仁
- 内野手 - 笘篠賢治
- 内野手 - 田中幸雄
- 投手 - 佐野慈紀
- 投手 - 橋本清

WORLD POWERS
- 内野手 - ジョン・シピン
- 捕手 - 若菜嘉晴
- 投手 - 郭源治
- 投手 - アニマル・レスリー
- 内野手 - ラルフ・ブライアント

GM特別推薦
- 捕手 - 佐野元国
- 外野手 - カズ山本
- 外野手 - パンチ佐藤

2009年 ザ･プレミアム･モルツ球団
- 総監督 - 大沢啓二
- GM - 張本勲
- 監督 - 山本浩二
- 投手 - 江夏豊
- 代打 - 川藤幸三
- 投手 - 村田兆治
- 投手 - 東尾修
- 投手 - 池谷公二郎
- 外野手 - 庄司智久
- 捕手 - 若菜嘉晴
- 外野手 - 田尾安志
- 内野手 - ランディ・バース
- 内野手 - 掛布雅之
- 捕手 - 達川光男
- 内野手 - 岡田彰布
- 内野手 - 高木豊
- 外野手 - 屋鋪要
- 捕手 - 佐藤洋
- 投手 - 久保文雄
- 内野手 - 金村義明
- 投手 - 宮本和知
- 投手 - 西崎幸広
- 代打 - 石井浩郎
- 内野手 - 高橋雅裕
- 投手 - 阿波野秀幸
- 内野手 - 野村謙二郎
- 投手 - 佐々岡真司
- 外野手 - 大塚光二
- 投手 - 橋本清
- 内野手 - 元木大介

2009年 ワールド・ジャパン2009
- GM - 板東英二
- 監督 - 田淵幸一
- 内野手 - 山本功児
- 内野手 - 高代延博
- 外野手 - 松本匡史
- 投手 - 斉藤明夫
- 投手 - 大野豊
- 内野手 - 石毛宏典
- 投手 - 定岡正二
- 捕手 - 佐野元国
- 内野手 - 尾上旭
- 外野手 - 石井雅博
- 投手 - 河野博文
- 外野手 - 秦真司
- 捕手 - 伊東勤
- 投手 - 槙原寛己
- 外野手 - パンチ佐藤
- 投手 - 武田一浩
- 投手 - 水野雄仁
- 内野手 - 笘篠賢治
- 内野手 - 初芝清
- 内野手 - 田中幸雄
- 投手 - 桑田真澄
- 投手 - 佐野慈紀
- 内野手 - 後藤孝志

2010年 ザ・プレミアム・モルツ球団
- 総監督 - 大沢啓二
- GM - 張本勲
- 監督 - 山本浩二
- 投手 - 江夏豊
- 代打 - 川藤幸三
- 投手 - 村田兆治
- 投手 - 東尾修
- 投手 - 池谷公二郎
- 外野手 - 庄司智久
- 捕手 - 若菜嘉晴
- 外野手 - 田尾安志
- 内野手 - ランディ・バース
- 捕手 - 達川光男
- 内野手 - 高木豊
- 外野手 - 屋舗要
- 内野手 - 小早川毅彦
- 代打 - 広澤克実
- 捕手 - 佐藤洋
- 投手 - 久保文雄
- 投手 - 宮本和知
- 投手 - 西崎幸広
- 内野手 - 高橋雅裕
- 投手 - 阿波野秀幸
- 内野手 - 池山隆寛
- 内野手 - 初芝清
- 投手 - 佐々岡真司
- 外野手 - 大塚光二
- 投手 - 橋本清
- 投手 - 今中慎二
- 内野手 - 元木大介

2010年 ジャパン・ヒーローズ
- GM - 板東英二
- 監督 - 江川卓
- 外野手 - 福本豊
- 捕手 - 大矢明彦
- 外野手 - 松本匡史
- 投手 - 齊藤明雄
- 捕手 - 山倉和博
- 内野手 - 石毛宏典
- 投手 - 定岡正二
- 外野手 - カズ山本
- 捕手 - 佐野元国
- 投手 - 池田親興
- 内野手 - 川又米利
- 外野手 - 石井雅博
- 外野手 - 西岡良洋
- 外野手 - 秦真司
- 内野手 - 駒田徳広
- 投手 - 槙原寛己
- 内野手 - 金村義明
- 外野手 - 彦野利勝
- 外野手 - パンチ佐藤
- 投手 - 水野雄仁
- 内野手 - 笘篠賢治
- 投手 - 桑田真澄
- 投手 - 佐野慈紀
- 投手 - ギャオス内藤

2012年 ザ･プレミアム･モルツ球団
- GM - 張本勲
- 監督 - 山本浩二
- 代打 - 川藤幸三
- 投手 - 村田兆治
- 投手 - 東尾修
- 投手 - 池谷公二郎
- 捕手 - 若菜嘉晴
- 内野手 - ランディ・バース
- 内野手 - 掛布雅之
- 捕手 - 達川光男
- 内野手 - 石毛宏典
- 外野手 - 屋鋪要
- 内野手 - 広澤克実
- 投手 - 久保文雄
- 外野手 - 吉村禎章
- 投手 - 宮本和知
- 投手 - 西崎幸広
- 投手 - 香田勲男
- 投手 - 与田剛
- 内・外野手 - 四條稔
- 捕手 - 岩田透
- 内野手 - 初芝清
- 投手 - 佐々岡真司
- 投手 - 橋本清
- 内野手 - 立浪和義
- 内野手 - 元木大介
- 外野手 - 濱中治

2012年 東北・ジャパンヒーローズ
- GM - 板東英二
- 監督 - 田尾安志
- 捕手 - 大矢明彦
- 外野手 - 庄司智久
- 外野手 - 松本匡史
- 投手 - 齊藤明雄
- 投手 - 遠藤一彦
- 投手 - 定岡正二
- 内野手 - 篠塚和典
- 捕手 - 佐野元国
- 捕手 - 佐藤洋
- 外野手 - 駒田徳広
- 投手 - 槙原寛己
- 内野手 - 金村義明
- 内野手 - 石井浩郎
- 内野手 - 高橋雅裕
- 外野手 - パンチ佐藤
- 投手 - 水野雄仁
- 内野手 - 笘篠賢治
- 外野手 - 大塚光二
- 投手 - 桑田真澄
- 投手 - 佐野慈紀
- 投手 - 野村弘樹
- 投手 - 金村曉
- 外野手 - 中濱裕之
- 内野手 - 塩川達也

2013年 ザ･プレミアム･モルツ球団
- GM - 張本勲
- 監督 - 山本浩二
- 代打 - 川藤幸三
- 投手 - 村田兆治
- 投手 - 東尾修
- 投手 - 池谷公二郎
- 捕手 - 若菜嘉晴
- 内野手 - ランディ・バース
- 内野手 - 高代延博
- 内野手 - 掛布雅之
- 捕手 - 達川光男
- 投手 - 大野豊
- 内野手 - 石毛宏典
- 内野手 - 岡田彰布
- 外野手 - 屋鋪要
- 捕手 - 達川光男
- 内野手 - 石毛宏典
- 外野手 - 屋鋪要
- 外野手 - 西村徳文
- 内野手 - 広澤克実
- 投手 - 久保文雄
- 外野手 - 吉村禎章
- 投手 - 宮本和知
- 投手 - 西崎幸広
- 投手　- 与田剛
- 外野手 - 四条稔
- 内野手 - 初芝清
- 捕手 - 西山秀二
- 投手 - 佐々岡真司
- 投手 - 橋本清
- 外野手 - 元木大介
- 外野手 - 濱中治

2013年 東北・ジャパンヒーローズ
- GM - 大矢明彦
- 監督 - 田尾安志
- 外野手 - 庄司智久
- 外野手 - 松本匡史
- 投手 - 遠藤一彦
- 投手 - 定岡正二
- 内野手 - 篠塚和典
- 捕手 - 佐野元国
- 捕手 - 佐藤洋
- 外野手 - 駒田徳広
- 投手 - 工藤公康
- 投手 - 槙原寛己
- 内野手 - 金村義明
- 内野手 - 高橋雅裕
- 外野手 - パンチ佐藤
- 捕手 - 古田敦也
- 投手 - 水野雄仁
- 内野手 - 笘篠賢治
- 投手 - 桑田真澄
- 投手 - 佐野慈紀
- 内野手 - 片岡篤史
- 投手 - 佐野慈紀
- 投手 - 野村弘樹
- 内野手 - 佐伯貴弘
- 投手 - 金村曉
- 内野手 - 塩川達也